# Камянкі-Ніцкі
Камянкі-Ніцкі (пол. Kamianki-Nicki) — село в Польщі, у гміні Пшесмики Седлецького повіту Мазовецького воєводства.
Населення — 105 осіб (2011).
У 1975-1998 роках село належало до Седлецького воєводства.

## Демографія
Демографічна структура станом на 31 березня 2011 року:
|          | Загалом | Допрацездатний вік | Працездатний вік | Постпрацездатний вік |
| -------- | ------- | ------------------ | ---------------- | -------------------- |
| Чоловіки | 53      | 12                 | 36               | 5                    |
| Жінки    | 52      | 9                  | 26               | 17                   |
| Разом    | 105     | 21                 | 62               | 22                   |